# Riesbürg
Riesbürg – miejscowość i gmina w Niemczech, w kraju związkowym Badenia-Wirtembergia, w rejencji Stuttgart, w regionie Ostwürttemberg, w powiecie Ostalb, wchodzi w skład wspólnoty administracyjnej Bopfingen. Leży w Jurze Szwabskiej, ok. 25 km na wschód od Aalen, przy drodze krajowej B29 i linii kolejowej Aalen–Nördlingen.